# NGC 776
NGC 776 ist eine Balkenspiralgalaxie vom Hubble-Typ SBb im Sternbild Widder an der Ekliptik, welche etwa 224 Millionen Lichtjahre von der Milchstraße entfernt ist. 
Das Objekt wurde am 2. Dezember 1861 von dem deutsch-dänischen Astronomen Heinrich Louis d’Arrest entdeckt.